# Красноперекопский район
Краснопереко́пский райо́н (укр. Красноперекопський район, крымскотат. Красноперекопск районы, Krasnoperekopsk rayonı) — административно-территориальная единица (район) и одноимённое муниципальное образование (муниципальный район) в Республике Крым Российской Федерации (согласно позиции России, фактически контролирующей Крым). Упразднённый район Автономной Республики Крым Украины (согласно позиции Украины).
В сравнении с другими регионами республики район довольно невелик как по площади, так и по населению. Играет важную роль в сельском хозяйстве Крыма, являясь лидером Крыма по урожайности пшеницы. Город Красноперекопск, являясь центром района, сам в его состав не входит.

## География
Площадь — 1231 км².
Красноперекопский район является самым северным районом Крыма. Всю площадь района занимает Северо-Крымская низменность со степным ландшафтом.
Район граничит:
- с севера — с землями Армянского горсовета;
- с юга — с Первомайским районом;
- с юго-запада — с Раздольненским районом;
- с юго-востока — с Джанкойским районом.

С запада земли района омывает Каркинитский залив Чёрного моря, с востока — воды Сиваша.
С юго-востока на юго-запад район пересекает сухоречье Крыма — Чатырлык с притоком Воронцовкой, в устье которого находятся пруды рыбоводческого хозяйства.
В районе 8 крупных солёных озёр : Айгульское, Ян-Гул, Старое, Красное, Киятское, Керлеутское, Круглое и Чайка, которые являются местами разработки соли. Воды Сиваша, омывающего район с восточной стороны, также богаты минеральными солями: хлористого магния, калия, брома и др.
Территорию района пересекают: автомагистраль Симферополь-Херсон, железнодорожная ветка Джанкой-Херсон, Северо-Крымский канал.
Рельеф района равнинный. Климат умеренно континентальный с жарким летом и мягкой причерноморской зимой. Снежный покров отсутствует по причине того что дневные температуры зимних месяцев положительны.
На территории акватории Каркинитского залива, что относится к району, расположен Каркинитский орнитологический государственный заказник, основанный в 1978 году с общей площадью 27 646 га.

## История
После установления в Крыму Советской власти, по постановлению Крымревкома от 8 января 1921 года № 206 «Об изменении административных границ» была упразднена волостная система и, в составе Джанкойского уезда (преобразованного из Перекопского) был образован Ишуньский район, а в 1922 году уезды получили название округов.

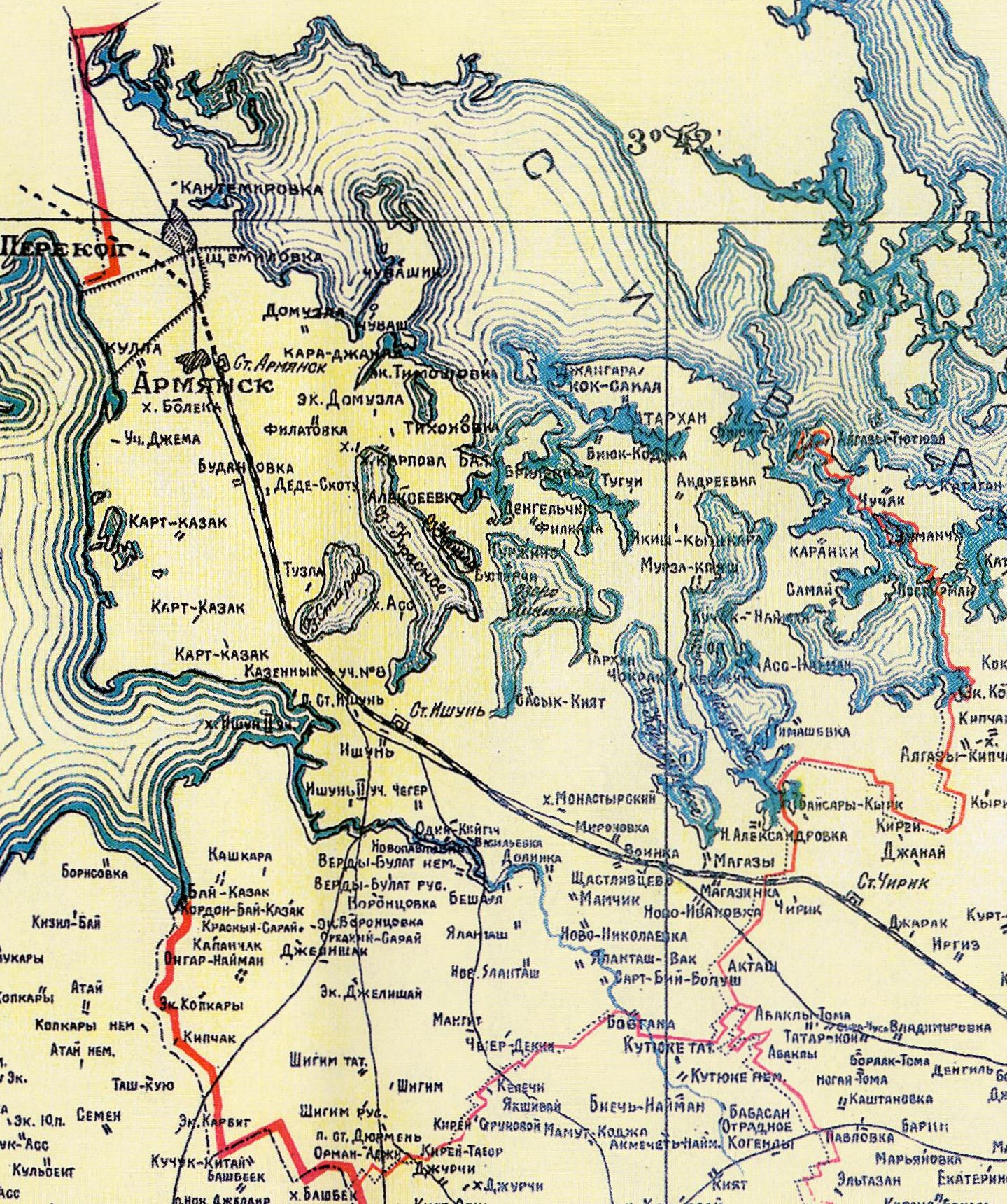
Ишуньский район на карте Крымского статистического управления, 1922 год

11 октября 1923 года, согласно постановлению ВЦИК, в административное деление Крымской АССР были внесены изменения, в результате которых округа были отменены, Ишуньский район упразднён, а населённые пункты переданы в состав Джанкойского района.
Постановлением ВЦИК от 30 октября 1930 года Ишуньский район был восстановлен, уже как национальный украинский.
На 1 октября 1931 года население составляло 23 800 человек в 163 населённых пунктах.
В 1938 году район был переименован в Красно-Перекопский, с центром в селе Армянск.
По данным всесоюзной переписи населения 1939 года в районе насчитывалось 85 населённых пунктов, численность жителей составила 23 529 человек. В национальном отношении было учтено:
| Национальность  | Численность |
| --------------- | ----------- |
| Русские         | 13049       |
| Украинцы        | 17450       |
| Крымские татары | 1585        |
| Крымские немцы  | 544         |
| Армяне          | 289         |
| Евреи           | 175         |
| Болгары         | 54          |
| Греки           | 34          |

В 2018 году Главное управление МЧС России по Республике Крым сообщило о том, что городской округ Армянск и 4 села Красноперекопского района (Филатовка, Пятихатка, Перекоп, Волошино) попали в зону отравления кислотными выбросами с завода Крымский Титан.
Парламент Украины, не признающий аннексию Крыма Россией, 12 мая 2016 года принял постановление о переименовании района в Перекопский, в соответствии с законами о декоммунизации, а 17 июля 2020 года — о присоединении к району территории Раздольненского района и территорий, ранее подчинявшихся Армянскому и Красноперекопскому городским советам, однако оба решения не вступали в силу до «возвращения Крыма под общую юрисдикцию Украины». 9 сентября 2023 года, несмотря на отсутствие контроля над полуостровом, вступили в силу поправки, которые ввели в действие данное постановление в отношении Крыма.

## Население
| 1939    | 1959    | 1970    | 1979    | 1989    | 2001    | 2009    | 2010    | 2011    |
| ------- | ------- | ------- | ------- | ------- | ------- | ------- | ------- | ------- |
| 23 529  | ↘21 986 | ↗54 044 | ↘31 608 | ↘31 177 | ↗31 516 | ↘29 879 | ↘29 809 | ↘29 634 |
| 2012    | 2013    | 2014    | 2015    | 2016    | 2017    | 2018    | 2019    | 2020    |
| ↘29 615 | ↘29 540 | ↘24 738 | ↗24 787 | ↘24 625 | ↘24 369 | ↘24 053 | ↘23 844 | ↘23 635 |
| 2021    |         |         |         |         |         |         |         |         |
| ↗26 642 |         |         |         |         |         |         |         |         |

По итогам переписи населения в Крымском федеральном округе по состоянию на 14 октября 2014 года численность постоянного населения района составила 24 738 человек (100,0 % из которых — сельское).
По состоянию на 1 января 2014 года численность населения района составила 29 852 постоянных жителя и 29 518 человек наличного населения, на 1 июля 2014 года — 29 821 постоянный житель (все сельские) и 29 487 человек наличного населения.

### Национальный состав
По данным переписей населения 2001 и 2014 годов:
| национальность  | 2001, всего, чел. | % от все- го | 2014 всего, чел. | % от все- го | % от указав- ших |
| --------------- | ----------------- | ------------ | ---------------- | ------------ | ---------------- |
| указали         |                   |              | 24570            | 99,32 %      | 100,00 %         |
| русские         | 10587             | 33,25 %      | 10138            | 40,98 %      | 41,26 %          |
| украинцы        | 13822             | 43,41 %      | 7994             | 32,31 %      | 32,54 %          |
| крымские татары | 5477              | 17,20 %      | 4014             | 16,23 %      | 16,34 %          |
| татары          | 248               | 0,78 %       | 1286             | 5,20 %       | 5,23 %           |
| цыгане          | 323               | 1,01 %       | 379              | 1,53 %       | 1,54 %           |
| белорусы        | 397               | 1,25 %       | 240              | 0,97 %       | 0,98 %           |
| молдаване       | 204               | 0,64 %       | 93               | 0,38 %       | 0,38 %           |
| армяне          |                   |              | 68               | 0,27 %       | 0,28 %           |
| узбеки          |                   |              | 50               | 0,20 %       | 0,20 %           |
| корейцы         |                   |              | 43               | 0,17 %       | 0,18 %           |
| другие          | 785               | 2,47 %       | 265              | 1,07 %       | 1,08 %           |
| не указали      |                   |              | 168              | 0,68 %       |                  |
| всего           | 31843             | 100,00 %     | 24738            | 100,00 %     |                  |

Национальный состав в населённых пунктах Красноперекопского района в 2014 году:
| Населённый пункт     | русские | русские | украинцы | украинцы | крымские татары | крымские татары | татары | татары | Всего  |
| Населённый пункт     | чел.    | %       | чел.     | %        | чел.            | %               | чел.   | %      | Всего  |
| -------------------- | ------- | ------- | -------- | -------- | --------------- | --------------- | ------ | ------ | ------ |
| с. Братское          | 306     | 30,45   | 516      | 51,34    | 131             | 13,03           | 37     | 3,68   | 1 005  |
| с. Полтавское        | 86      | 20,82   | 193      | 46,73    | 99              | 23,97           | 24     | 5,81   | 413    |
| с. Сватово           | 37      | 26,06   | 63       | 44,37    | 33              | 23,24           | 8      | 5,63   | 142    |
| с. Вишнёвка          | 308     | 30,95   | 536      | 53,87    | 103             | 10,35           | 31     | 3,12   | 995    |
| с. Зелёная Нива      | 212     | 36,30   | 210      | 35,96    | 101             | 17,29           | 32     | 5,48   | 584    |
| с. Крепкое           | 161     | 51,77   | 69       | 22,19    | 57              | 18,33           | 21     | 6,75   | 311    |
| с. Уткино            | 14      | 43,75   | 1        | 3,13     | 12              | 37,50           | 3      | 9,38   | 32     |
| с. Воинка            | 1 516   | 37,08   | 559      | 13,67    | 1 232           | 30,13           | 381    | 9,32   | 4 089  |
| с. Источное          | 337     | 46,61   | 173      | 23,93    | 152             | 21,02           | 51     | 7,05   | 723    |
| с. Ильинка           | 573     | 50,26   | 433      | 37,98    | 64              | 5,61            | 32     | 2,81   | 1 140  |
| с. Воронцовка        | 121     | 50,63   | 75       | 31,38    | 24              | 10,04           | 8      | 3,35   | 239    |
| с. Курганное         | 24      | 33,33   | 30       | 41,67    | 13              | 18,06           | 4      | 5,56   | 72     |
| с. Трактовое         | 134     | 55,83   | 80       | 33,33    | 11              | 4,58            | 3      | 1,25   | 240    |
| с. Ишунь             | 1 465   | 50,29   | 942      | 32,34    | 242             | 8,31            | 102    | 3,50   | 2 913  |
| с. Новорыбацкое      | 52      | 49,52   | 53       | 50,48    | 0               | 0,00            | 0      | 0,00   | 105    |
| с. Пролетарка        | 20      | 12,14   | 145      | 87,35    | 0               | 0,00            | 0      | 0,00   | 166    |
| с. Танковое          | 114     | 49,78   | 100      | 43,67    | 0               | 0,00            | 0      | 0,00   | 229    |
| с. Красноармейское   | 271     | 35,42   | 178      | 23,27    | 154             | 20,13           | 52     | 6,80   | 765    |
| с. Надеждино         | 14      | 15,91   | 14       | 15,91    | 45              | 51,14           | 5      | 5,68   | 88     |
| с. Смушкино          | 2       | 11,76   | 8        | 47,06    | 6               | 35,29           | 0      | 0,00   | 17     |
| с. Магазинка         | 454     | 38,87   | 315      | 26,97    | 215             | 18,41           | 69     | 5,91   | 1 168  |
| с. Богачёвка         | 27      | 47,37   | 16       | 28,07    | 12              | 21,05           | 2      | 3,51   | 57     |
| с. Новоалександровка | 106     | 47,11   | 38       | 16,89    | 55              | 24,44           | 18     | 8,00   | 225    |
| с. Новоивановка      | 244     | 47,94   | 127      | 24,95    | 56              | 11,00           | 27     | 5,30   | 509    |
| с. Новопавловка      | 202     | 23,11   | 288      | 32,95    | 285             | 32,61           | 75     | 8,58   | 874    |
| с. Долинка           | 170     | 29,21   | 142      | 24,40    | 204             | 35,05           | 48     | 8,25   | 582    |
| с. Привольное        | 143     | 33,33   | 162      | 37,76    | 84              | 19,58           | 26     | 6,06   | 429    |
| с. Орловское         | 301     | 29,68   | 441      | 43,49    | 170             | 16,77           | 64     | 6,31   | 1 014  |
| с. Знаменка          | 2       | 66,67   | 1        | 33,33    | 0               | 0,00            | 0      | 0,00   | 3      |
| с. Новониколаевка    | 130     | 30,09   | 114      | 26,39    | 127             | 29,40           | 30     | 6,94   | 432    |
| с. Шатры             | 24      | 24,74   | 40       | 41,24    | 24              | 24,74           | 8      | 8,32   | 97     |
| с. Почётное          | 549     | 44,03   | 537      | 43,06    | 78              | 6,26            | 36     | 2,89   | 1 247  |
| с. Пятихатка         | 109     | 22,11   | 351      | 71,20    | 23              | 4,67            | 7      | 1,42   | 493    |
| с. Совхозное         | 979     | 73,61   | 318      | 23,91    | 22              | 1,65            | 7      | 0,53   | 1 330  |
| с. Рисовое           | 209     | 39,58   | 267      | 50,57    | 31              | 5,87            | 10     | 1,89   | 528    |
| с. Таврическое       | 526     | 57,68   | 271      | 29,71    | 59              | 6,47            | 35     | 3,84   | 912    |
| с. Филатовка         | 175     | 33,91   | 180      | 34,88    | 88              | 17,05           | 30     | 5,81   | 516    |
| с. Карпова Балка     | 21      | 38,89   | 8        | 14,81    | 12              | 22,22           | 5      | 9,26   | 54     |
| Всего                | 10 138  | 40,98   | 7994     | 32,31    | 4014            | 16,23           | 1286   | 5,20   | 24 738 |

По данным всесоюзной переписи населения 1939 года численность жителей района составила 23 529 человек. В национальном отношении было учтено:
| Национальность  | Численность |
| --------------- | ----------- |
| Русские         | 13049       |
| Украинцы        | 7450        |
| Крымские татары | 1585        |
| Крымские немцы  | 544         |
| Армяне          | 289         |
| Евреи           | 175         |
| Болгары         | 54          |
| Греки           | 34          |

## Административно-муниципальное устройство
Красноперекопский район как муниципальное образование со статусом муниципального района в составе Республики Крым РФ с 2014 года включает 12 муниципальных образований со статусом сельских поселений:
1. Братское
2. Вишнёвское
3. Воинское
4. Ильинское
5. Ишуньское
6. Красноармейское
7. Магазинское
8. Новопавловское
9. Орловское
10. Почётненское
11. Совхозненское
12. Филатовское

До 2014 года они составляли одноимённые местные советы: 12 сельских советов в рамках административного деления АР Крым в составе Украины (до 1991 года — Крымской области УССР в составе СССР).

### Населённые пункты
В состав Красноперекопского района входят 38 населённых пунктов (сёл):
| №  | Населённый пункт  | Тип  | Историческое название | Население (чел.) | Местный совет до 2014 года     | Муниципальное образование с 2014 года |
| -- | ----------------- | ---- | --------------------- | ---------------- | ------------------------------ | ------------------------------------- |
| 1  | Братское          | село | Ялан-Туш              | ↘1005            | Братский сельский совет        | Братское сельское поселение           |
| 2  | Полтавское        | село | Мангыт Второй         | ↘413             | Братский сельский совет        | Братское сельское поселение           |
| 3  | Сватово           | село | Султанаш              | ↘142             | Братский сельский совет        | Братское сельское поселение           |
| 4  | Вишнёвка          | село | Тархан                | ↘995             | Вишнёвский сельский совет      | Вишнёвское сельское поселение         |
| 5  | Зелёная Нива      | село | Бессчастный           | ↘584             | Вишнёвский сельский совет      | Вишнёвское сельское поселение         |
| 6  | Крепкое           | село | Сасык-Кыят            | ↘311             | Вишнёвский сельский совет      | Вишнёвское сельское поселение         |
| 7  | Уткино            | село | Кучук-Бостерчи        | ↘32              | Вишнёвский сельский совет      | Вишнёвское сельское поселение         |
| 8  | Воинка            | село |                       | ↗4099            | Воинский сельский совет        | Воинское сельское поселение           |
| 9  | Источное          | село | Монастырка            | ↗819             | Воинский сельский совет        | Воинское сельское поселение           |
| 10 | Ильинка           | село | Вилор, до 1920-х      | ↘1140            | Ильинский сельский совет       | Ильинское сельское поселение          |
| 11 | Воронцовка        | село | Кыш-Кара              | ↘239             | Ильинский сельский совет       | Ильинское сельское поселение          |
| 12 | Курганное         | село | Биюк-Кыш-Кар          | ↘72              | Ильинский сельский совет       | Ильинское сельское поселение          |
| 13 | Трактовое         | село | Каланчак              | ↘240             | Ильинский сельский совет       | Ильинское сельское поселение          |
| 14 | Ишунь             | село |                       | ↗3007            | Ишуньский сельский совет       | Ишуньское сельское поселение          |
| 15 | Новорыбацкое      | село |                       | ↘105             | Ишуньский сельский совет       | Ишуньское сельское поселение          |
| 16 | Пролетарка        | село | Асс                   | ↘166             | Ишуньский сельский совет       | Ишуньское сельское поселение          |
| 17 | Танковое          | село |                       | ↘229             | Ишуньский сельский совет       | Ишуньское сельское поселение          |
| 18 | Красноармейское   | село |                       | ↘765             | Красноармейский сельский совет | Красноармейское сельское поселение    |
| 19 | Надеждино         | село |                       | ↘88              | Красноармейский сельский совет | Красноармейское сельское поселение    |
| 20 | Смушкино          | село | Уржино                | ↘17              | Красноармейский сельский совет | Красноармейское сельское поселение    |
| 21 | Магазинка         | село | Магазы                | ↘1168            | Магазинский сельский совет     | Магазинское сельское поселение        |
| 22 | Богачёвка         | село | Бай-Сары              | ↘57              | Магазинский сельский совет     | Магазинское сельское поселение        |
| 23 | Новоалександровка | село |                       | ↘225             | Магазинский сельский совет     | Магазинское сельское поселение        |
| 24 | Новоивановка      | село | Джаныл                | ↘509             | Магазинский сельский совет     | Магазинское сельское поселение        |
| 25 | Новопавловка      | село | Адий-К                | ↘874             | Новопавловский сельский совет  | Новопавловское сельское поселение     |
| 26 | Долинка           | село |                       | ↘582             | Новопавловский сельский совет  | Новопавловское сельское поселение     |
| 27 | Привольное        | село | Берди-Бола            | ↘429             | Новопавловский сельский совет  | Новопавловское сельское поселение     |
| 28 | Орловское         | село | Бай-Болуш             | ↘1014            | Орловский сельский совет       | Орловское сельское поселение          |
| 29 | Знаменка          | село | Ворошилово            | ↘3               | Орловский сельский совет       | Орловское сельское поселение          |
| 30 | Новониколаевка    | село |                       | ↘432             | Орловский сельский совет       | Орловское сельское поселение          |
| 31 | Шатры             | село | Бозгана               | ↘97              | Орловский сельский совет       | Орловское сельское поселение          |
| 32 | Почётное          | село |                       | ↘1247            | Почётненский сельский совет    | Почётненское сельское поселение       |
| 33 | Пятихатка         | село |                       | ↘493             | Почётненский сельский совет    | Почётненское сельское поселение       |
| 34 | Совхозное         | село | Пятиозёрный           | ↘1330            | Совхозненский сельский совет   | Совхозненское сельское поселение      |
| 35 | Рисовое           | село |                       | ↘528             | Совхозненский сельский совет   | Совхозненское сельское поселение      |
| 36 | Таврическое       | село | Карт-Казак            | ↘912             | Совхозненский сельский совет   | Совхозненское сельское поселение      |
| 37 | Филатовка         | село |                       | ↘516             | Филатовский сельский совет     | Филатовское сельское поселение        |
| 38 | Карпова Балка     | село |                       | ↘54              | Филатовский сельский совет     | Филатовское сельское поселение        |

## Символика
Герб и флаг района были утверждены решением Красноперекопским районным советом первого (после аннексии Крыма Российской Федерацией) созыва от 25 ноября 2016 года № 261.
Герб района, согласно этому решению, имеет следующее описание: «В красном поле с синими краями серебряный грифон, держащий в лапах золотой ключ», но в установленных случаях может использоваться со статусной короной. Ранее, в 2014 году, было подготовлено два проекта герба. Один из них представлял собой красный тюльпан с двумя возникающими зелеными листьями в серебряном круге на синем поле; над кругом располагались бы пять серебряных кристаллов, а в красной главе герба — золотой ключ. Другой проект имел в своей основе герб районного центра — города Красноперекопска.
Флаг представляет собой прямоугольное полотнище, состоящее из вертикальных синей, красной и синей полос, шириной 1/6, 2/3 и 1/6 длины флага соответственно. В центре красной полосы белый грифон с жёлтым ключом в лапах, высотой 2/3 ширины флага. Соотношение ширины флага к длине — 2:3.

## Экономика
Сельское хозяйство района специализируется на выращивании зерновых культур (63 131,6310 га пашни, в том числе 37 023 га орошаемых земель). Район является лидером Крыма по урожайности пшеницы — до 40 центнеров с гектара в 2015 году.
В районе работает 14 сельскохозяйственных предприятий и 65 фермерских хозяйств.
Промышленные предприятия района: ОАО «Бром», ОАО «Крымский содовый завод», ЗАО «Крымский ТИТАН», ЗАО «Красноперекопский рисовый завод», Красноперекопский филиал СП «Симферопольский консервно-сушильний завод», консервный завод ООО «Скиф» и др.

## Социальная сфера
В районе действуют 16 общеобразовательных школ; центр детского и юношеского творчества, 12 сельских домов культуры, 17 сельских клубов-филиалов, 22 библиотеки. 5 коллективов художественной самодеятельности имеют звание «народный» и «образцовый»; есть танцевальный коллектив «Сувенир».

## Радиостанции
В Красноперекопском районе должны ловить радиостанции вещающие с Красноперекопска и Джанкоя, но радиостанции вещающие с Чонгара, Херсонской области Украины заглушают Джанкойские радиостанции на частотах: 90.8, 101.4, 105.9 и 107.8 MHz.

## Транспорт
С севера на юго-восток через весь район проходит железная дорога. Единственная в районе железнодорожная станция находится в селе Воинка.